# Ligue dominicaine de baseball hivernal
La Ligue dominicaine de baseball hivernal (Liga Dominicana de Béisbol Invernal) est la principale organisatrice de compétition de baseball professionnelle  de la République dominicaine.

## Histoire
Des compétitions amateurs de baseball se tiennent entre la fin du XIXe siècle et 1950. Entre 1912 et 1950, un véritable championnat national amateur se met en place. Le championnat professionnel dominicain est créé en 1951. Il se joue au printemps et en été jusqu'en 1954 puis adopte une formule hivernale à partir de la saison 1955-1956.
Actuellement chaque équipe joue 50 parties en saison régulière d'octobre à décembre. Les quatre meilleures formations jouent une série de 18 parties en janvier en round-robin (toutes les équipes s'affrontent). Les deux meilleures s'affrontent en finale au meilleur de neuf parties. Le champion représente le pays à la Série des Caraïbes.

## Équipes actuelles
- Tigres del Licey
- Leones del Escogido
- Águilas Cibaeñas
- Gigantes del Cibao
- Estrellas Orientales
- Toros del Este

## Série finale 2011
Les Toros del Este et les Estrellas Orientales atteignent la finale en sortant en poule demi-finale les Gigantes del Cibao et les Leones del Escogido.
- 19 janvier. Estrellas Orientales 3-5 Toros del Este
- 20 janvier. Toros del Este 3-1 Estrellas Orientales
- 21 janvier. Estrellas Orientales 1-2 Toros del Este
- 22 janvier. Toros del Este 11-2 Estrellas Orientales
- 23 janvier. Estrellas Orientales 2-4 Toros del Este

## Palmarès
| Saison  | Champion                    | Manager           | Finaliste            |
| ------- | --------------------------- | ----------------- | -------------------- |
| 1922    | Leones del Escogido         | Luis Alfau        | Tigres del Licey     |
| 1923    | Championnat interrompu      |                   |                      |
| 1924    | Tigres del Licey            | Charles A. Dore   | Leones del Escogido  |
| 1929    | Tigres del Licey            | Charles A. Dore   | Leones del Escogido  |
| 1936    | Estrellas Orientales        | Enrique Mejía     | Tigres del Licey     |
| 1937    | Dragones de Ciudad Trujillo | Lázaro Salazar    | Aguilas Cibaeñas     |
| 1951    | Tigres del Licey            | Félix Delgado     | Leones del Escogido  |
| 1952    | Águilas Cibaeñas            | Rodolfo Fernández | Tigres del Licey     |
| 1953    | Tigres del Licey            | Oscar Rodríguez   | Águilas Cibaeñas     |
| 1954    | Estrellas Orientales        | Ramón Bragaña     | Tigres del Licey     |
| 1955-56 | Leones del Escogido         | Frank Genovese    | Águilas Cibaeñas     |
| 1956-57 | Leones del Escogido         | Red Davis         | Tigres del Licey     |
| 1957-58 | Leones del Escogido         | Salty Parker      | Estrellas Orientales |
| 1958-59 | Tigres del Licey            | Joe Schultz       | Leones del Escogido  |
| 1959-60 | Leones del Escogido         | Pete Reiser       | Estrellas Orientales |
| 1960-61 | Leones del Escogido         | Pepe Lucas        | Águilas Cibaeñas     |
| 1961-62 | Championnat interrompu      |                   |                      |
| 1962-63 | Pas de championnat          |                   |                      |
| 1963-64 | Tigres del Licey            | Vernon Benson     | Águilas Cibaeñas     |
| 1964-65 | Águilas Cibaeñas            | Al Widmar         | Leones del Escogido  |
| 1965-66 | Pas de compétition          |                   |                      |
| 1966-67 | Águilas Cibaeñas            | Pete Peterson     | Leones del Escogido  |
| 1967-68 | Estrellas Orientales        | Tony Pacheco      | Leones del Escogido  |
| 1968-69 | Leones del Escogido         | Andy Gilbert      | Estrellas Orientales |
| 1969-70 | Tigres del Licey            | Billy Muffet      | Águilas Cibaeñas     |
| 1970-71 | Tigres del Licey            | Fred Hatfield     | Leones del Escogido  |
| 1971-72 | Águilas Cibaeñas            | Ozzie Virgil      | Tigres del Licey     |
| 1972-73 | Tigres del Licey            | Tom Lazorda       | Estrellas Orientales |
| 1973-74 | Tigres del Licey            | Tom Lazorda       | Águilas Cibaeñas     |
| 1974-75 | Águilas Cibaeñas            | Al Widmar         | Estrellas Orientales |
| 1975-76 | Águilas Cibaeñas            | Tim Murtaugh      | Tigres del Licey     |
| 1976-77 | Tigres del Licey            | Buck Rodgers      | Águilas Cibaeñas     |
| 1977-78 | Águilas Cibaeñas            | Johnny Lipon      | Tigres del Licey     |
| 1978-79 | Águilas Cibaeñas            | Johnny Lipon      | Leones del Escogido  |
| 1979-80 | Tigres del Licey            | Del Crandall      | Estrellas Orientales |
| 1980-81 | Leones del Escogido         | Felipe Rojas Alou | Águilas Cibaeñas     |
| 1981-82 | Leones del Escogido         | Felipe Rojas Alou | Estrellas Orientales |
| 1982-83 | Tigres del Licey            | Manny Mota        | Águilas Cibaeñas     |
| 1983-84 | Tigres del Licey            | Manny Mota        | Águilas Cibaeñas     |
| 1984-85 | Tigres del Licey            | Terry Collins     | Azucareros del Este  |
| 1985-86 | Águilas Cibaeñas            | Winston Llenas    | Tigres del Licey     |
| 1986-87 | Águilas Cibaeñas            | Winston Llenas    | Estrellas Orientales |
| 1987-88 | Leones del Escogido         | Phil Regan        | Estrellas Orientales |
| 1988-89 | Leones del Escogido         | Phil Regan        | Tigres del Licey     |
| 1989-90 | Leones del Escogido         | Felipe Rojas Alou | Águilas Cibaeñas     |
| 1990-91 | Tigres del Licey            | John Roseboro     | Leones del Escogido  |
| 1991-92 | Leones del Escogido         | Felipe Rojas Alou | Estrellas Orientales |
| 1992-93 | Águilas Cibaeñas            | Miguel Diloné     | Azucareros del Este  |
| 1993-94 | Tigres del Licey            | Casey Parsons     | Águilas Cibaeñas     |
| 1994-95 | Azucareros del Este         | Art Howe          | Águilas Cibaeñas     |
| 1995-96 | Águilas Cibaeñas            | Terry Francona    | Estrellas Orientales |
| 1996-97 | Águilas Cibaeñas            | Mike Quade        | Leones del Escogido  |
| 1997-98 | Águilas Cibaeñas            | Tony Peña         | Tigres del Licey     |
| 1998-99 | Tigres del Licey            | Dave Jauss        | Leones del Escogido  |
| 1999-00 | Águilas Cibaeñas            | Tony Peña         | Estrellas Orientales |
| 2000-01 | Águilas Cibaeñas            | Félix Fermín      | Leones del Escogido  |
| 2001-02 | Tigres del Licey            | Bob Geren         | Águilas Cibaeñas     |
| 2002-03 | Águilas Cibaeñas            | Felix Fermin      | Leones del Escogido  |
| 2003-04 | Tigres del Licey            | Manny Acta        | Gigantes del Cibao   |
| 2004-05 | Águilas Cibaeñas            | Felix Fermin      | Tigres del Licey     |
| 2005-06 | Tigres del Licey            | Rafael Landestoy  | Águilas Cibaeñas     |
| 2006-07 | Águilas Cibaeñas            | Félix Fermín      | Tigres del Licey     |
| 2007-08 | Águilas Cibaeñas            | Félix Fermín      | Tigres del Licey     |
| 2008-09 | Tigres del Licey            | José Offerman     | Gigantes del Cibao   |
| 2009-10 | Leones del Escogido         | Ken Oberkfell     | Gigantes del Cibao   |
| 2010-11 | Toros del Este              | Dean Treanor      | Estrellas Orientales |
| 2011-12 | Leones del Escogido         | Ken Oberkfell     | Águilas Cibaeñas     |
| 2012-13 | Leones del Escogido         | Audo Vicente      | Águilas Cibaeñas     |
| 2013-14 | Tigres del Licey            | José Offerman     | Leones del Escogido  |
| 2014-15 |                             |                   |                      |
| 2015-16 |                             |                   |                      |
| 2016-17 |                             |                   |                      |
| 2017-18 |                             |                   |                      |
| 2018-19 |                             |                   |                      |
| 2019-20 | Toros del Este              |                   | Tigres del Licey     |
| 2020-21 | Águilas Cibaeñas            |                   | Gigantes del Cibao   |

| Saison  | Champion            | Finaliste            | Result |
| ------- | ------------------- | -------------------- | ------ |
| 2021-22 | Gigantes del Cibao  | Estrellas Orientales | 4-1    |
| 2022-23 | Tigres del Licey    | Estrellas Orientales | 4-1    |
| 2023-24 |                     |                      |        |
| 2024-25 | Leones del Escogido | Tigres del Licey     | 4-3    |

| Club                        | Titres |
| --------------------------- | ------ |
| Tigres del Licey            | 23 (2) |
| Aguilas Cibaeñas            | 22     |
| Leones del Escogido         | 16 (1) |
| Estrellas Orientales        | 3 (1)  |
| Toros del Este              | 3      |
| Gigantes del Cibao          | 2      |
| Dragones de Ciudad Trujillo | 0 (1)  |